# Vasili Enguelgardt
Vasili Pavlóvich Enguelgardt (en ruso: Василий Павлович Энгельгардт; Kustovichi, provincia de Grodno, Imperio ruso (actualmente Bielorrusia), 17 de julio de 1828) - Dresde, 6 de mayo de 1915) fue un astrónomo ruso. Miembro del senado imperial, fue una destacada figura pública en su país.

## Primeros años
Enguelgardt era miembro de una influyente familia de la Rusia imperial. Se graduó en la Escuela de Leyes de San Petersburgo en 1847, pasando a servir en el 1° y 5° departamentos del Senado. En 1853 dejó la política y se dedicó a estudiar astronomía.

## Labor astronómica
En 1875, buscando un clima más favorable debido a la enfermedad de su esposa, se instaló en Dresde, donde construyó un observatorio con su propio dinero, en el que trabajó sin ayudantes hasta 1897. Su trabajo principal se centró en la investigación sobre cometas, asteroides, nebulosas, y grupos de estrellas.
Entre 1879 y 1894 realizó la observación de 50 cometas y de 70 asteroides. Dedicado a los cúmulos estelares, en 1883 completó un catálogo de más de 400 nebulosas. A partir de 1886, observó 829 estrellas del directorio de James Bradley para determinar si se trataba de estrellas binarias.
A finales de la década de 1890, sus problemas de salud le forzaron a abandonar las tareas de observación, donando sus instrumentos astronómicos a la Universidad de Kazán, de la que su amigo el astrónomo Dmitri Dubiago era rector. La universidad construyó un observatorio para albergar el equipamiento; inaugurado en 1901, llevó el nombre de Enguelgardt entre 1903 y 1931.
Hasta el final de su vida, tomó parte activa en la construcción y organización del nuevo observatorio. En su testamento donó todos sus bienes a la Universidad de Kazán, para que fueran utilizados en el desarrollo y mantenimiento del observatorio.
Recibió un doctorado honorario por la Universidad de Kazán en 1889, y en 1890 fue nombrado miembro correspondiente de la Academia de Ciencias de Rusia.

## Actividades culturales
Durante la mayor parte de su vida, Enguelgardt mantuvo un interés activo en la historia de Rusia, reuniendo diversos materiales y donándolos a colecciones rusas.
Era amigo del compositor Mijaíl Glinka. Cuando Glinka murió en Berlín en 1857, Enguelgardt se ocupó del traslado de sus restos a Tijvin. También envió la colección de manuscritos de Glinka a San Petersburgo, donde se fundó la Biblioteca Pública Glinka, editando las partituras de sus óperas y trabajos sinfónicos. Posteriormente, a petición del crítico Vladímir Stasov (un antiguo compañero de la escuela de leyes), publicó sus memorias sobre Glinka y sobre el compositor Aleksandr Dargomyzhski.
En los últimos años de la década de 1890, ya apartado de la investigación astronómica, inició una colección de materiales relacionados con la campaña del general Aleksandr Suvórov en Suiza durante las guerras napoleónicas, colección que engrosó los fondos del Museo Suvórov de San Petersburgo con ocasión de la conmemoración del 100 aniversario de la guerra contra Francia de 1812.
Su correspondencia con importantes figuras culturales de la época (como Glinka, Stasov, Franz Liszt, o G. Bulow) está considerada de valor histórico.

## Publicaciones
- Observations astronomiques, faites par V. d' Engelhardt a son Observatoire a Dresde (Dresde, 1886-1895) (en francés)
- Memories of Mikhail Glinka (en ruso)

## Eponimia
- El Observatorio Astronómico V. P. Enguelgardt, situado en Kazán, lleva su nombre.
- Por decisión del XIV Congreso de la Unión Astronómica Internacional, el cráter lunar Engel'gardt lleva esta denominación en su honor.[3]